# Aenictus luteus
Aenictus luteus é uma espécie de formiga do gênero Aenictus.